# Gala Inc.
K.K. Gala (jap. 株式会社ガーラ, engl. Gala Inc.) ist eine Holdinggesellschaft mit Sitz in Shibuya, Präfektur Tokio, Japan, und verwaltet die Gala-Gruppe, die sich aus Tochtergesellschaften von Gala Inc. zusammensetzt. Die Firmengruppe arbeitet in drei verschiedenen Geschäftsfeldern: MMORPG, Web Design und Data-Mining. Für das firmeneigene Portal gPotato werden von Gala Lab Corp. Spiele entwickelt. Gala Lab ist eine Tochtergesellschaft, die aus der Verschmelzung von Aeonsoft und nFlavor hervorging und ihren Sitz in Seoul, Südkorea, hat. Die Gala-Gruppe konzentriert sich darauf, MMORPGs zu entwickeln und lizenzierte Spiele weltweit zu vertreiben. Um auf lokale Bedürfnisse besser eingehen zu können, wurden Tochtergesellschaften in der EU, den USA, Brasilien, Japan und Südkorea eingerichtet.
Die Spiele von Gala sind Free-to-play, das heißt, es fallen keine monatlichen Abonnementgebühren an. Stattdessen wird Umsatz durch Micropayments generiert. Die Spiele sind über die lokalisierten Portalseiten von gPotato verfügbar.
Neben den Onlinespielen, die den wichtigsten Zweig darstellen, betätigt sich Gala noch in anderen Geschäftsfeldern rund um das Internet. Das Kerngeschäft von Gala Web liegt im Bereich Web Design; Gala Buzz bietet Dienstleistungen rund um Data-Mining und Risk Monitoring an.

## Firmengeschichte

### Gründerjahre
Gala Inc. wurde im September 1993 von Satoru Kikugawa gegründet mit dem Ziel, eine IT-Firma zu errichten, die Menschen auf der ganzen Welt miteinander vernetzt. Während seiner Studentenzeit an der Keiō-Universität war Kikugawa ein eifriger Eventveranstalter, der oft Lokalitäten in Roppongi anmietete und dort Studenten zusammenbrachte. Diese Veranstaltungen nannte er „Gala“. Vor dem Hintergrund der rasanten Ausbreitung des Internets in den 1990er Jahren und inspiriert durch die Studentenveranstaltungen gründete Kikugawa Gala, mit der Absicht, Menschen online zusammenzubringen.
Das erste Geschäftsmodell war die Erstellung von Webseiten. Eine der ersten von Gala erstellten Webseiten war die Seite für All Japan Pro Wrestling im Jahr 1996. Der ursprüngliche Ansatz war, die Seite kostenlos zu erstellen und Einnahmen aus Werbeanzeigen aufzuteilen. Gala Inc. richtete auch Foren auf Webseiten ein, durch die Nutzer ihre Meinung äußern konnten. Im Februar 2000 übernahm Gala die Firma RIS Inc., die daraufhin in Gala Web umbenannt wurde. Seitdem fungiert Gala Inc. als Firmenzentrale, während Gala Web das Geschäft mit Webseitenentwicklung für Firmenkunden in Japan fortführt. Das frühere Geschäftsmodell von Gala Inc. ging letztlich in das Geschäftsmodell der Spiele von Gala über, bei dem die Spiele kostenlos sind und Umsätze durch Micropayments generiert werden.

### Globalisierung
Im November 2005 wurde Gala-Net in Sunnyvale, Kalifornien, als nordamerikanische Zweigstelle und Publisher von Onlinespielen eröffnet. Oktober 2006 wurde Gala Networks Europe als Tochtergesellschaft von Gala-Net in Dublin, Irland, gegründet.
Ebenfalls im Jahr 2006 traten die Entwicklungsstudios Aeonsoft und nFlavor der Gala-Gruppe bei. Der Haupttitel von Aeonsoft war Flyff, während nFlavor das MMO Rappelz mit in die Firmengruppe brachte. Die beiden Studios wurden dann im Juli 2010 zur Gala Lab Corp. vereint.
Im Dezember 2007 wurde die Abteilung für Buzz Research von Gala Inc. in eine eigene Tochtergesellschaft Gala Buzz ausgegliedert. Die Aufgabenbereiche dieser Firma sind Data-Mining, E-Mining und Buzz Research für Firmenkunden.
Im Mai 2011 kündigte Gala Inc. an, Vorbereitungen für den Markteintritt im Bereich Smartphonespiele zu treffen. Eine weitere Tochtergesellschaft wird für diese Aufgabenbereich gegründet werden. Darüber hinaus wurde im Jahr 2011 eine weitere Zweigstelle in Seoul eröffnet, die sich um die technischen Belange der Firmengruppe kümmert.

## Tochtergesellschaften

### Publishing
- Gala-Net Inc. (Sunnyvale, USA) – Im August 2005 wurde Gala-Net als nordamerikanische Zweigstelle. Die Firma deckt den Support in den Sprachen Englisch und Spanisch ab. Dem Better Business Bureau zufolge wurden in den 36 Monaten bis zum 8. Juni 2010 insgesamt 20 Beschwerden eingereicht. Das derzeitige Rating ist BBB auf eine Skala von A+ bis F.[4] Die Spiele sind: Iris Online, AIKA Online, Allods Online, Luna Online, TalesRunner, Rappelz, Prius Online und Flyff, das auch auf Spanisch angeboten wird.

- Gala Networks Europe (Dublin, Ireland) – Gala Networks Europe wurde im Oktober 2006 als 100%ige Tochter von Gala-Net gegründet. Die Firma betreibt das gPotato-Portal in Europa. Durch das Portal werden die Spiele Flyff, Rappelz, Dragonica, Allods Online, Castle of Heroes, Terra Militaris, Age of Wulin und Canaan Online angeboten. Durch die Firma werden die Sprachen Deutsch, Französisch, English, Italienisch, Polnisch und Türkisch abgedeckt.

- Gala-Net Brazil Ltd. (São Paulo, Brazil) - Gala-Net Brazil wurde als Tochter von Gala-Net im April 2010 gegründet, um die Spiele von gPotato auf dem portugiesischsprachigen Markt anzubieten. Bisher sind die Spiele Flyff, Rappelz und Iris Online verfügbar.

- Gala Japan Inc. ガーラジャパン (Tokyo, Japan) - Gala Japan ist der Publisher für den japanischen Markt und wurde im April 2007 gegründet. Die auf Japanisch übersetzten Spiele sind Iris Online, Flyff, und Rappelz.

- Gala Lab Corp. (Seoul, South Korea) - Gala Lab entstand 2010 aus dem Zusammenschluss von Aeonsoft Inc. und nFlavor Corp.,[5] die schon zuvor zur Gala-Gruppe gehörten. Das vereinte Unternehmen bietet Spiele für den koreanischen Markt an. Darüber hinaus entwickelt das Unternehmen die Spiele für die Gala-Gruppe und deren Vertriebspartner.

### Spieleentwicklung
- Gala Lab Corp. (Seoul, South Korea) - Gala Lab entstand 2010 aus dem Zusammenschluss von Aeonsoft Inc. und nFlavor Corp., die schon zuvor zur Gala-Gruppe gehörten. Aeonsoft wurde 2002 in Seoul, Korea, gegründet und entwickelte Flyff – Fly for Fun; nFlavor wurde 2003 in Seoul, Korea, gegründet und hat die Titel Rappelz, Street Gears und IL: Soulbringer entwickelt.
  - Flyff – Fly for Fun war das erste MMORPG, in dem man frei fliegen konnte.[6] Flyff ist ein gruppenorientiertes Onlinerollenspiel, bei dem kein Charakter alles kann, sondern im Team gearbeitet werden muss, um Monster effizient zu besiegen. Das kennzeichnende Merkmal des Spiels ist jedoch das Fliegen. Fliegen ist die normale Fortbewegung für Charaktere ab Stufe 20. Das Spiel bietet Inhalt für eine lange Spielzeit und wird fortlaufend durch Updates erweitert. 2004 wurde das Spiel vom südkoreanischen Kultusministerium als „Best Game of the Year“ ausgezeichnet.[7][8]
  - Rappelz spielt in einer Fantasy-Welt, die von den folgenden drei Völkern beherrscht wird: Deva, die das Licht verkörpern, Asura, welche die Dunkelheit repräsentieren und Gaia, die der Natur verbunden sind. Jede größere Erweiterung wird als „Epic“ bezeichnet. Die aktuelle Version, der zweite Teil von Epic VII, heißt „Epic VII: Dimensions“. Das Spiel wird unter dem Namen „Hope of Nations“ seit März 2009 für den arabischsprachigen Raum von Game Power 7 vertrieben.[9]
  - Street Gears ist ein Rollerblade-MMO im Manga-Stil, in dem Spieler sich gegenseitig zu Wettrennen oder Trick Contests herausfordern können. Tricks können nur an bestimmten Stellen ausgeführt werden. So können manche Tricks nur am Boden, andere nur während eines Sprungs oder beim Überwinden eines Hindernisses ausgeführt werden.
  - Eternal Blade ist ein Fantasy/Manga-Rollenspiel, mit innovativen Features, wie das Pioh-System, bei dem Tiergefährten die Fähigkeiten der Spielerfigur maßgeblich bestimmen. Auch sorgen zufällig generierte Umgebungen für Abwechslung im Gameplay.

### Web Design
- Gala Web Inc. (Tokio, Japan) - Gala Web Inc. firmierte zuvor als RIS Inc. und wurde im Februar 2000 von Gala Inc. übernommen. Gala Web ist ein Anbieter von Webseiten- und Community-Systemen, darunter:

1. Cyber Cops – Cyber Cops ist ein automatischer Moderationsdienst, der fragwürdige Inhalte filtert. Kunden arbeiten mit Gala Web zusammen, um eine Wortliste für den Filter zu erstellen, woraufhin dann Webseiten, Foren, und Blogs kontinuierlich darauf durchsucht werden. Wird der Dienst fündig, wird der Kunde informiert, wann und wo der betreffende Inhalt über sein Unternehmen veröffentlicht wurde.
2. W-Cops – W-Cops ist eine Ergänzung zu Cyber Cops, bei dem Angestellte von Gala Web manuell Foren und Webseiten durchsuchen. Dies sorgt für erhöhte Sicherheit und ein besseres Verständnis für die veröffentlichten Inhalte.

### Data-Mining
- Gala Buzz Inc. (Tokyo, Japan) – Gala Buzz Inc. bietet Dienste im Bereich Data-Mining und Datenanalyse für Unternehmenskunden an. Das Unternehmen wurde im Dezember 2007 gegründet, nachdem die Buzz-Research-Abteilung als eigenes Unternehmen ausgelagert wurde. Zu den angebotenen Diensten gehören:

1. E-mining / Net Risk Hotline- E-mining und Net Risk Hotline sind Dienste zur Risikoüberwachung, die Foren und Blogs nach rufschädigenden oder illegalen Inhalten durchsuchen. Täglich werden Reports an die Kontaktpersonen geschickt, in Bezug auf bekannt gewordene Informationen und Gerüchte, die über das Unternehmen verbreitet werden. Dieser Dienst hilft dem Unternehmen, ihr Image in der Öffentlichkeit besser zu kontrollieren.
2. Buzz Reports – Buzz Reports sind weiterführende Informationen zum E-Mining-Dienst. Durch diese Reports können Kunden ihre Marketingkampagnen auf ihre Wirksamkeit überprüfen. Der Report beinhaltet auch Begründungen und Beispiele, warum bestimmte Kampagnen wirksam sind oder nicht. Darüber hinaus erlaubt es Kunden, Produkte und Dienste auf ihre Markttauglichkeit zu testen.

## Game Portal
Für den Vertrieb der eigenen Spiele benutzt Gala das Spieleportal gPotato. Nutzer können kostenlos Spiele herunterladen und spielen. Das gPotato-Portal wurde zuerst im November 2006 in den USA gestartet und hat sich zu einem der Hauptassets der Gala-Gruppe entwickelt. Zurzeit betreiben fünf Zweigstellen ein eigenes gPotato-Portal:

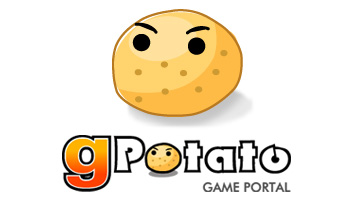
gPotato logo

## Spiele

### Entwickelte Spiele
| Titel                           | Entwickler | Genre                | Erschienen | Portal                                                                     |
| ------------------------------- | ---------- | -------------------- | ---------- | -------------------------------------------------------------------------- |
| Flyff                           | Gala Lab   | Client-basiertes MMO | 2002       | gPotato.com es.gPotato.com gPotato.eu gPotato.kr gPotato.com.br gPotato.jp |
| Street Gears                    | Gala Lab   | Client-basiertes MMO | 2008       | gPotato.eu                                                                 |
| Rappelz                         | Gala Lab   | Client-basiertes MMO | 2006       | gPotato.com es.gPotato.com gPotato.eu gPotato.kr gPotato.com.br gPotato.jp |
| IL: Soulbringer / Eternal Blade | Gala Lab   | Client-basiertes MMO | 2010       | gPotato.jp gPotato.kr                                                      |

### Lizenzierte Spiele
| Titel            | Entwickler           | Genre                | Erschienen | Portal                 |
| ---------------- | -------------------- | -------------------- | ---------- | ---------------------- |
| ROSE Online      | Triggersoft          | Client-basiertes MMO | 2005       | gPotato.jp             |
| Canaan Online    | XPEC Entertainment   | Browserspiel         | 2008       | gPotato.eu             |
| Prius Online     | CJ Corporation       | Client-basiertes MMO | 2008       | gPotato.com            |
| TalesRunner      | Rhaon Entertainment  | Client-basiertes MMO | 2008       | gPotato.com            |
| Castle of Heroes | Snail Games          | Browserspiel         | 2009       | gPotato.eu             |
| Dragonica        | Barunson Interactive | Side-scrolling MMO   | 2009       | gPotato.eu             |
| Luna Online      | Eya Soft             | Client-basiertes MMO | 2009       | gPotato.com            |
| AIKA Online      | JoyImpact            | Client-basiertes MMO | 2010       | gPotato.com            |
| Vandia Breaker   | Namco Bandai         | Browserspiel         | 2010       | gPotato.jp             |
| Allods Online    | Nival                | Client-basiertes MMO | 2010       | gPotato.com gPotato.eu |
| Iris Online      | Eya Soft             | Client-basiertes MMO | 2010       | gPotato.com gPotato.jp |
| KungFu Hero      | 9wee                 | Browserspiel         | 2010       | gPotato.kr             |
| Terra Militaris  | Snail Games          | Browserspiel         | 2010       | gPotato.eu             |
| Age of Wulin     | Snail Games          | Client-basiertes MMO | 2011       | gPotato.eu             |
| Flyff Universe   | Sniegu Technologies  | Browserspiel         | 2022       | universe.flyff.com     |

Am 22. Januar 2014 ist die deutsche Version von Age of Wulin von gPotato live gegangen.

## Auszeichnungen
- 2008 belegte Gala Inc. Platz 12 in den Deloitte Technology Fast 50 für Japan.[10]
- 2008 belegte Gala Inc. Platz 135 in den Deloitte Fast 500 für den Asien-Pazifik-Raum.[11]
- 2008 belegte Gala Inc. Platz 24 in den Deloitte Technology Fast 50 für Japan.[12]
- 2010 belegte Gala Inc. Platz 41 in den Deloitte Technology Fast 50 für Japan.[13]
- 2010 war Satoru Kikugawa, GALA Group CEO and Gala Inc. CEO, im Finale für den Ernst & Young Entrepreneur of the Year award für die Region Japan.[14]

## Insider-Trading-Vorfall
2006 mussten drei Gala Inc. Angestellte Strafgebühren zahlen, da sie Aktien erworben hatten, mit dem Insiderwissen, dass Gala ein Abkommen mit Dentsu getroffen hatte. Gruppen CEO Mr. Kikugawa entschuldigte sich öffentlich für den Insider-Trading-Vorfall. Gala gab auch eine Pressemitteilung heraus, dass entsprechende Maßnahmen getroffen wurden, um Insider Trading in Zukunft wirkungsvoll zu unterbinden.